# Johann Michael Tzschoppe
Johann Michael Tzschoppe (Pseudonym: Johann Michael Heinrich; * 25. März 1758 in Kaltwasser bei Görlitz; † 5. März 1808) war ein deutscher Hauslehrer, Subrektor, Übersetzer und Autor.

## Leben
Johann Michael war der Sohn der Elisabeth (geborene Heinrich; * 1735 in Oberhorka; † 1799) und des George Tzschoppe († 1781), herrschaftlichen Voigts in Kaltwasser. Johann Michaels Eltern seien sehr arme Landleute gewesen. Um das Jahr 1762 zogen sie mit ihm nach Horka.
Der Horkaer Pastor Jurisch bildete den jungen Tzschoppe aus, nachdem dieser bereits Grundkenntnisse in der Dorfschule erhalten hatte. Mit 14 Jahren, im Jahr 1771 ging er nach jahrelangem Zögern seines Vaters auf das Görlitzer Gymnasium. Sein Vater hätte seinen einzigen Sohn lieber das Grundstück übernehmen lassen. Am Gymnasium entwickelte er eine enge Bindung zu dem damaligen Rektor Friedrich Christian Baumeister.
Im Jahr 1780 begann er in Leipzig zu studieren. Er studierte bis Ostern 1784. Lehrer waren beispielsweise Johann Friedrich Burscher, Karl Adolph Caesar, Johann Carl Gehler, Friedrich Wolfgang Reiz und Samuel Friedrich Nathanael Morus. 
Nach dem Studium wurde Tzschoppe knapp zwei Jahre Hauslehrer der Kinder des damaligen Justiz- und Hofrats aus der Familie Senfft von Pilsach. Nach dessen Tod wurde er Hauslehrer der zwei Söhne des Oberschenken von Miltitz. Nach wiederum zwei Jahren war er Hauslehrer des einzigen Sohnes des Generalleutnants Johann Friedrich von Hiller.
In den darauffolgenden Jahren übersetzte Tzschoppe unter dem Pseudonym Johann Michael Heinrich französische Schriften ins Deutsche, darunter beispielsweise die Geschichte des Geheimnisses des illuminatenordens (1790) darüber hinaus seine erste Monographie, das Andachtsbuch für die Jugend (1790). Der Hofrat bzw. spätere Direktor des königlichen Pageninstituts Dresden bewegte Tzschoppe dazu Lehrer in Boettichers Erziehungsanstalt zu werden. Nach sieben Monaten allerdings wurde Tzschoppe Anfang 1791 als Nachfolger des aus Altersschwäche zurückgetretenen Subrektors Grosser dessen Nachfolger.
Tzschoppe starb im Jahr 1808 an Nierensteinen. Er hatte aus zweiter Ehe vier Kinder.

## Werke (Auswahl)
Monographien
- Versuch einer Geschichte des Schul- und Erziehungswesens in Görlitz, 2 Bände. Görlitz 1795 und 1801.
- Gedächtnisschrift auf den Herr Steuersekretär Johann Abraham Crudelius. Görlitz 1801. Auch abgedruckt in der Neuen Lausizischen Monatsschrift, Jahrgang 1801, elftes Stück. S. 324–341. (Volltext)
- Denkschrift auf den verewigten Herrn Scab. Johann Gotthelf Geißler. Görlitz 1805. Auch abgedruckt in der Neuen Lausizischen Monatsschrift, Jahrgang 1806, zweites und drittes Stück. S. 166–185. (Volltext)
- Andachtsbuch für die Jugend. Freyberg und Annaberg 1790. (Volltext)

Übersetzungen
- Geschichte des Geheimnisses des illuminatenordens. Freiburg 1790